# Maria Assunção van Portugal

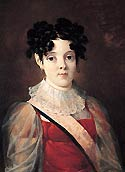
Infante Maria Assunção

D. Maria da Assunção de Bragança, (Sintra, Queluz, 25 juli 1805 – Santarém 7 januari 1834), infante van Portugal, was een Portugese prinses. Zij was de dochter van koning Johan VI van Portugal en koningin Charlotte Joachime van Spanje. De prinses is nooit gehuwd. Als kleindochter van de Spaanse koningin Maria Louisa was zij een van de dames in de Maria-Louisa-orde.